# Kapıkaya, Tortum
Kapıkaya là một xã thuộc huyện Tortum, tỉnh Erzurum, Thổ Nhĩ Kỳ. Dân số thời điểm năm 2011 là 98 người.